# Lycée Lakanal
Le lycée Lakanal est un établissement d’enseignement secondaire et supérieur de Sceaux (Hauts-de-Seine) accueillant un collège, un lycée et des classes préparatoires aux grandes écoles.
Créé en 1885, au début de la Troisième République, il avait pour mission initiale de former des jeunes scolairement doués, mais physiquement fragiles, en leur offrant un établissement d’excellence dans un cadre bucolique (un « lycée à la campagne »).
Il bénéficie de fait encore d’un vaste parc dont certains arbres sont d’essence rare et centenaires. Le lycée accueille une section pôle espoirs rugby.

## Historique
Construit en 1882 par l'architecte Anatole de Baudot, le lycée est inauguré en 1885 et inscrit aux monuments historiques depuis 2001. Il doit son nom au conventionnel Joseph Lakanal, qui proposa à la Convention nationale la fondation de plus de 20 000 écoles et de l'INALCO en 1794.

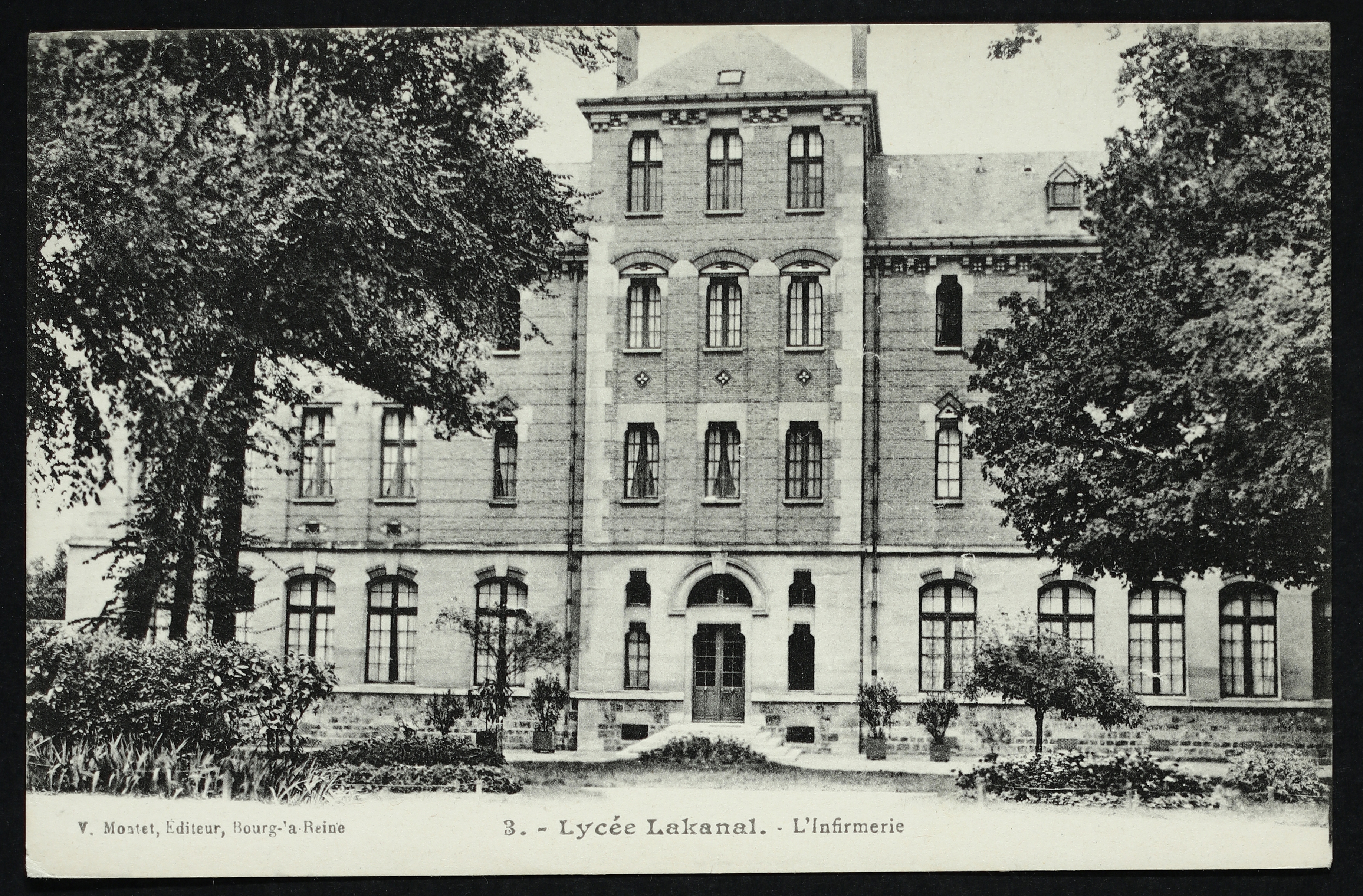
Le lycée en 1900 (carte postale).

Son architecture est inspirée du lycée Michelet (Vanves)[réf. nécessaire]. Le parloir de l’établissement est décoré d’une fresque monumentale (environ 4,5 × 15 mètres) du peintre Octave Denis Victor Guillonnet, Les Félibres assistant à la première partie de rugby dans le parc du lycée, peinte en 1899 et classée.
C'était un lycée de garçons qui comportait également des classes primaires et préparatoires (vétérinaire, entre autres). Il était à l'origine fréquenté par des élèves parisiens, qui embarquaient depuis la gare de Denfert-Rochereau. Sa création à la campagne répond aux idées hygiénistes de l'époque, influencées par l'idéal bucolique anglais.
L'historien Marc Le Cœur note ainsi que « les contemporains [le] considèrent à juste titre comme le plus moderne, le plus arboré, le plus anglais aussi des lycées français ». Destiné à accueillir environ 700 élèves, majoritairement pensionnaires, il n'en compte finalement que 400 à la fin du XIXe siècle. S'il parvient à finalement scolariser 672 élèves, on ne compte que 292 internes, alors que le régime de l'internat séduit au fil du temps de moins en moins les familles.
Les classes primaires bénéficiaient, comme au secondaire, de professeurs de sport, dessin, musique avec instrument.

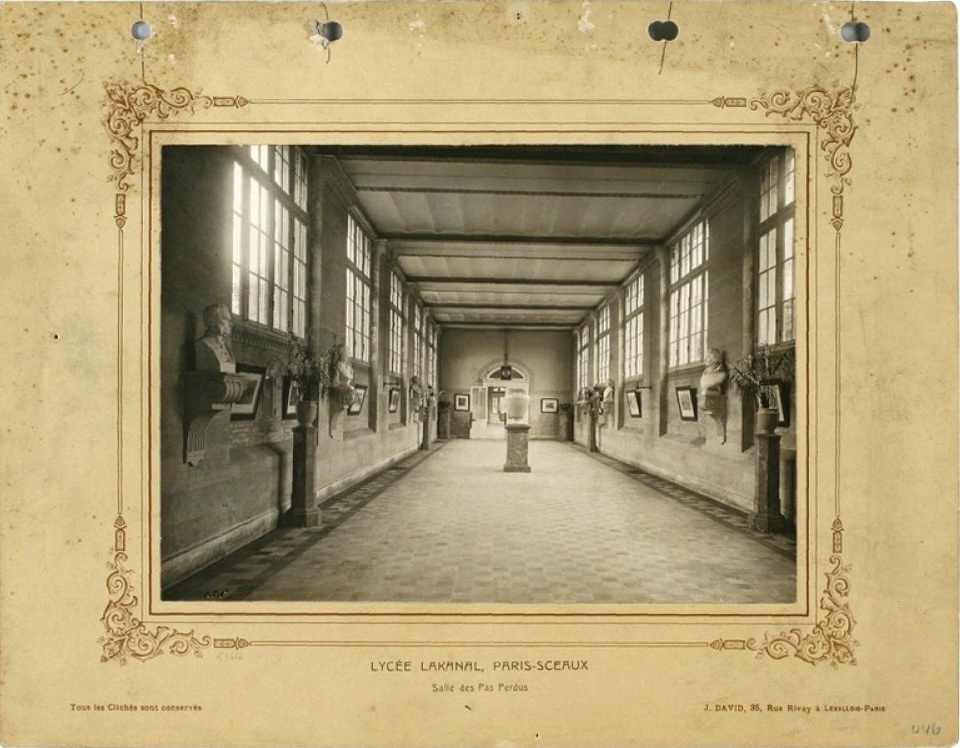
Salle des pas perdus (Jules David, 1902-1910).
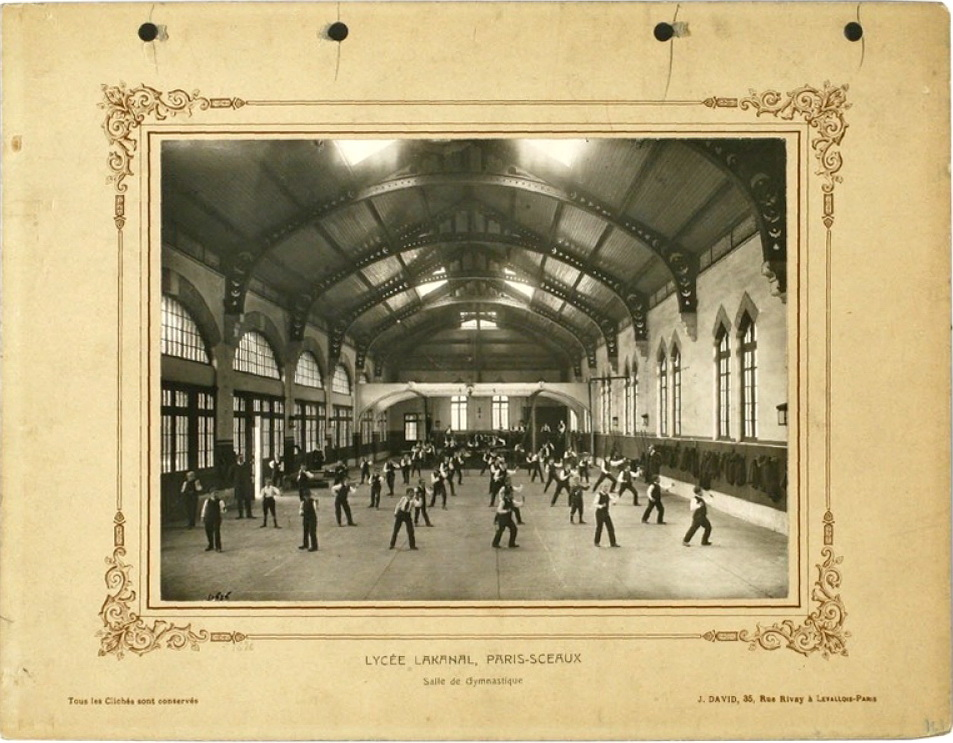
Salle de gymnastique (Jules David, 1902-1910).
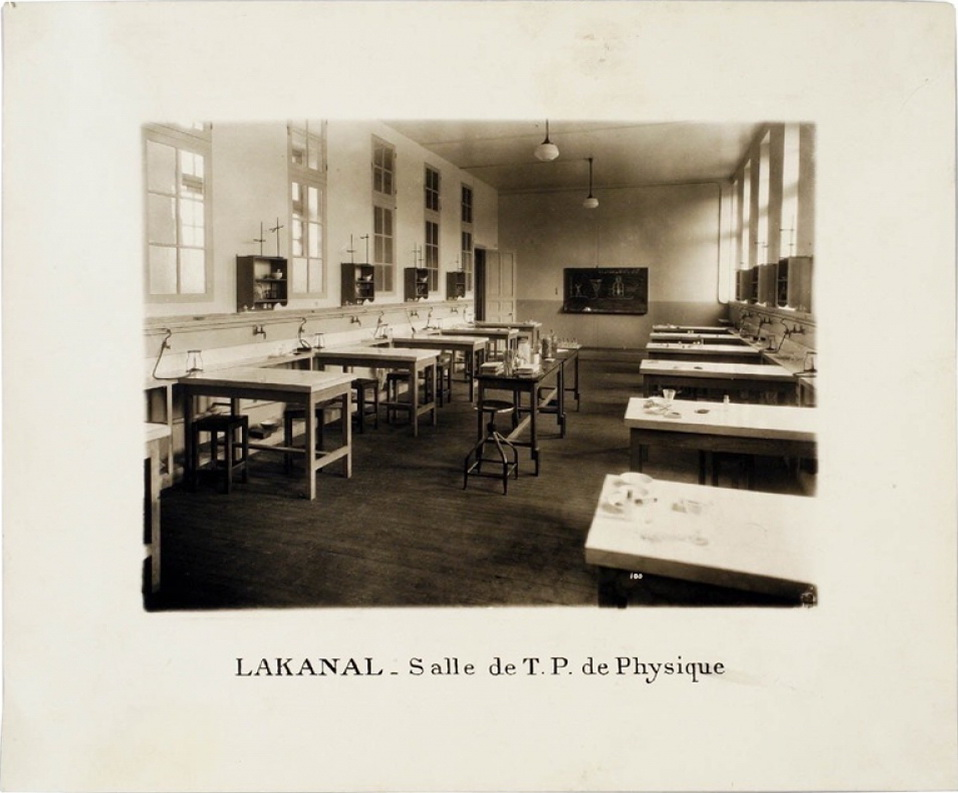
Salle de physique (Jules David, 1902-1910).
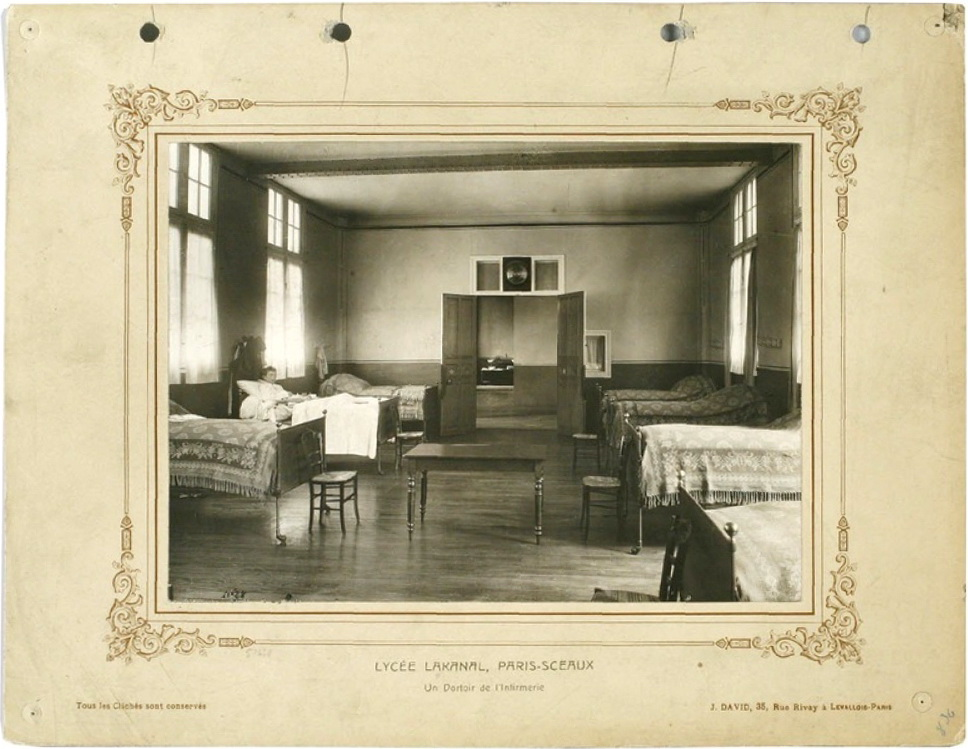
Infirmerie (Jules David, 1902-1910).

Pendant la Première Guerre mondiale, le lycée Lakanal est transformé en hôpital auxiliaire sous le numéro 219. Dans le parc du lycée, les élèves rencontrent les infirmières en blouses blanches ou les blessés amputés (comme Blaise Cendrars) ou se déplaçant avec des cannes. Les cours sont toutefois maintenus. Pendant l’année scolaire 1916-1917, 16 des 26 élèves de la classe de première supérieure partent à la guerre en cours d’année. 174 anciens élèves sont indiqués sur le monument aux morts du lycée, œuvre du sculpteur Albert Pouthier. Parmi eux Charles Péguy, les quatre fils du président Paul Doumer, l’écrivain Alain-Fournier.
Pendant la Seconde Guerre mondiale, le lycée Lakanal est de nouveau transformé en hôpital par le gouvernement français et ses élèves sont envoyés au lycée Marie-Curie (Sceaux) pendant la période de la « drôle de guerre » de septembre 1939 à mai 1940. 79 soldats français y décèdent entre le 16 mai et le 18 juin 1940, jour de la prise de commandement allemand à Sceaux. Il est alors transformé en hôpital militaire allemand, tout en accueillant lycéens de Lakanal et lycéennes de Marie-Curie, dont le lycée est entièrement occupé par l'état-major de la Luftwaffe, chargée des aérodromes de Villacoublay et de Toussus. Les élèves, lors des alertes aériennes, doivent se réfugier dans des abris. Selon une légende, il existerait des souterrains reliant les deux écoles et permettant la fuite de familles juives durant la guerre[réf. souhaitée].
En 1947, le ministère de l’Éducation nationale installe une annexe du lycée Lakanal dans le château de Savigny-sur-Orge, qui deviendra par la suite le lycée Jean-Baptiste-Corot. En 1958, une autre annexe est créée à Antony, le futur lycée Descartes. La mixité est établie en 1971, comme ce fut le cas pour le lycée Marie-Curie de Sceaux, à l'origine destiné aux jeunes filles. L'annexe du lycée Marie-Curie créée à Châtenay-Malabry en 1960 devient ensuite l'annexe du lycée Lakanal, avant de prendre son indépendance sous le nom de lycée Emmanuel-Mounier. En 1983, le lycée Lakanal est le premier, avec le lycée Henri-IV, à accueillir une classe préparatoire lettres et sciences sociales, dite « B/L ».

### Lycée
Il est possible, sur la continuité de ces apprentissages au collège, de pratiquer — en plus de l'anglais — le russe, l'allemand, l'italien, l'espagnol, l'arabe, le grec et le latin.
En 2017, le lycée se classe 21e sur 52 au niveau départemental quant à la qualité d'enseignement, et 661e sur 2 277 au niveau national avec un taux de réussite au bac de 97%.
Le classement s'établit sur trois critères : le taux de réussite au bac, la proportion d'élèves de première qui ont obtenu le baccalauréat en ayant fait les deux dernières années de leur scolarité dans l'établissement, et la « valeur ajoutée », calculée à partir de l'origine sociale des élèves, de leur âge et de leurs résultats au diplôme national du brevet.

## Sections
Trois niveaux d’enseignement cohabitent au sein du lycée Lakanal : le collège, le second cycle et les classes préparatoires aux grandes écoles (littéraires, scientifiques, économiques et commerciales), pour un total de 2500 élèves.
Une annexe du lycée, située au sein de la clinique médicale et pédagogique Dupré, scolarise des adolescents souffrant de troubles psychiatriques,.

### Classement des CPGE
Le lycée abrite des CPGE littéraires (khâgnes A/L, B/L, et LSH), économiques et commerciales (ECS), et scientifiques (MPSI, PCSI, MP, PC, PSI, BCPST).
Le classement national des classes préparatoires aux grandes écoles (CPGE) se fait en fonction du taux d'admission des élèves dans les grandes écoles. En 2015, L'Étudiant donnait le classement suivant pour les concours de 2014 :
| Filière | Élèves admis dans une grande école* | Taux d'admission* | Taux moyen sur 5 ans | Classement national | Évolution sur un an |
| --- | ----------------------------------- | ----------------- | -------------------- | ------------------- | ------------------- |
| ECS | 20 / 46 élèves                      | 44 %              | 35 %                 | 12e sur 95          | 3                   |
| Khâgne A/L | 2 / 45 élèves                       | 4 %               | 5 %                  | 12e sur 41          | =                   |
| Khâgne B/L | 17 / 45 élèves                      | 38 %              | 25 %                 | 3e sur 22           | 2                   |
| Khâgne LSH | 11 / 66 élèves                      | 17 %              | 11 %                 | 5e sur 73           | 5                   |
| MP / MP* | 0 / 42 élèves                       | 0 %               | 3 %                  | 114eex-æquo sur 114 | 67                  |
| PC / PC* | 34 / 98 élèves                      | 35 %              | 28 %                 | 9e sur 110          | 2                   |
| PSI / PSI* | 20 / 40 élèves                      | 50 %              | 44 %                 | 9e sur 120          | 1                   |
| BCPST | 31 / 92 élèves                      | 34 %              | 37 %                 | 34e sur 53          | 11                  |
| Source : Classement 2015 des prépas - L'Étudiant (Concours de 2014). * le taux d'admission dépend des grandes écoles retenues par l'étude. En filières ECE et ECS, ce sont HEC, ESSEC, et l'ESCP. Pour les khâgnes, ce sont l'ENSAE, l'ENC, les 3 ENS, et 5 écoles de commerce (HEC, ESSEC, ESCP, EM Lyon et EDHEC). En filières scientifiques, ce sont un panier de 11 à 17 écoles d'ingénieurs qui ont été retenus selon la filière (MP, PC, PSI, PT ou BCPST). |                                     |                   |                      |                     |                     |

## Personnalités liées au lycée

### Proviseurs
- 06/1885-10/1892 : Alphonse Fringnet (1844-1911)[24]
- 1896-1902 : Charles Staub (1844-1918)[25]
- 1902-03/1904 : Hippolyte Bazin de Bezons (1855-1904), mort en poste[26]
- 04/1907-09/1909 : Georges Ferté (1864-)[27],[28]
- 1909-1918 : Louis Daux (1863- )[29],[28]
- 1918- : Alexandre Maluski[28]
- 1922- : Eugène de Ribier (1867-1943)[30]
- 1927-1928 : Bruel[29]
- 1929-1930 : Clermont[29]
- 1930-07/1933 : Paul Bouchy[29]
- 07/1933-07/1936 : Émile Jolibois (1885- )[31]
- 1937-1947 : Jean Guillon (1886-1972)[32]
- 10/1948-1956 : Léonce Bacuvier (1900-1963)[33]
- 1955-1957 : Jean Brun (1919-1994)
- 1957-1962 : Delfosse[29]
- 1963-08/1966 : Jacques Crappier[29]
- 09/1966-11/1966 : Jean Malrieu[29]
- 12/1966- : Georges Guillemin, par intérim[29]
- 1967-1972 : Georges Caillaud (1907-1990)[29]
- 1973-1982 : Pierre Lajeunie (1920-2005)[34]
- 1985-1990 : François Morel[29]
- 1990-11/1994 : Michel Daubet[29]
- 11/1994-1995 : Dominique Leroux, par intérim[29]
- 1995-2003 : Marc Sackur[29]
- 2003-2011 : Jean-Lucien Champigny
- 2011-2016 : Martine Breyton
- 2016-2019 : Patrick Fournié
- 2019-2024 : Corinne Raguideau
- Depuis 2024 : Éric Allies-de-Gavini

### Professeurs
Par ordre alphabétique
- Henri Bernès, professeur de lettres.
- Charles-Robert Ageron, historien.
- Pierre Benoit, écrivain.
- Frédéric Brandon, peintre, professeur de dessin.
- Jean Bruhat, historien, professeur à la Sorbonne.
- Jean Brun, philosophe, professeur en hypokhâgne et khâgne.
- Henri Camefort, professeur de botanique et de physiologie végétale à la faculté des sciences de Paris.
- Jacques Capelovici, professeur agrégé d’anglais, animateur de jeux télévisés sous le pseudonyme de Maître Capello.
- Francis Courtade, professeur d'allemand, historien du cinéma.
- Jean Couy, peintre et graveur, professeur de dessin de 1945 à 1971.
- Jacques Girault, historien.
- Jean Guéhenno, écrivain et critique littéraire.
- Pierre Juquin, professeur d'allemand, homme politique.
- Paul Le Rolland, professeur de sciences physiques.
- Philippe Mangeot, professeur de littérature, activiste et scénariste.
- Louis Mermaz, professeur d'histoire, président de l’Assemblée nationale.
- Dominique Parodi, philosophe.
- Gaston Waringhien, linguiste et auteur de plusieurs ouvrages d'enseignement et dictionnaires de français et d'espéranto.
- Michel Winock, historien, professeur à l’Institut d’études politiques de Paris.

### Élèves
Par ordre chronologique

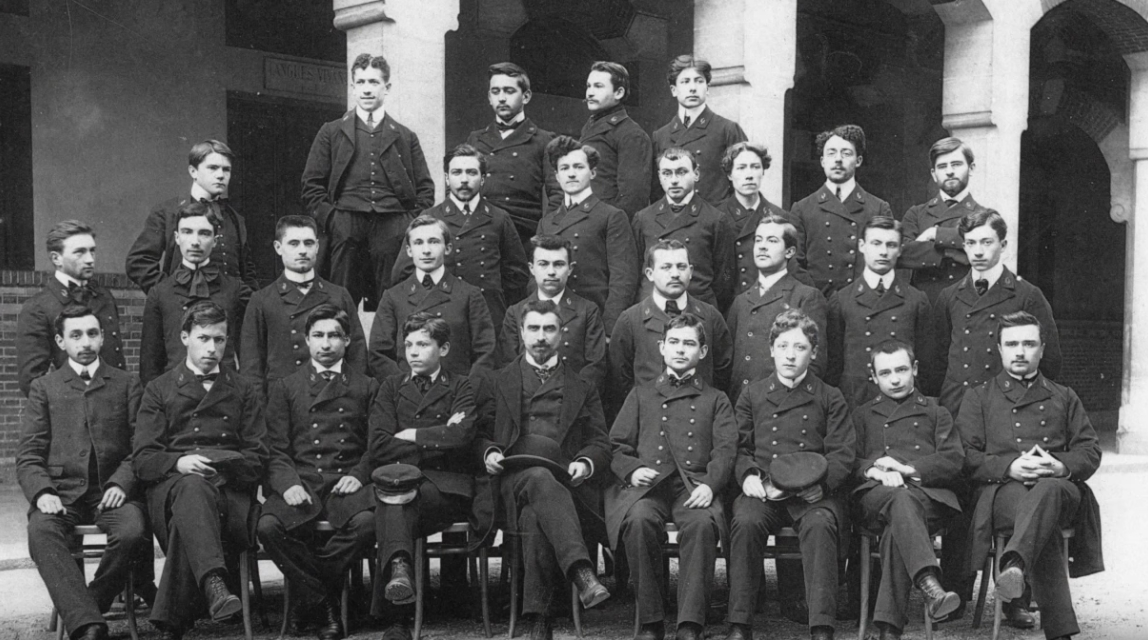
Classe de khâgne en 1904-1905 : premier rang, deuxième à gauche, Jacques Rivière. quatrième rang, premier à droite, Alain-Fournier.

- Charles Péguy (1873-1914), écrivain.
- Albert Mathiez (1874-1932), historien français.
- Jules Isaac (1877-1963), historien français.
- Paul Hazard (1878-1944), historien et essayiste.
- Marc Boegner (1881-1970), pasteur et essayiste.
- Jean Giraudoux (1882-1944), écrivain.
- Alain-Fournier (1886-1914), écrivain.
- Jacques Rivière (1886-1925), homme de lettres.
- Roger Salengro (1890-1936), journaliste et ministre.
- Maurice Genevoix (1890-1980), écrivain.
- Henri Lang (1895 -1942), ingénieur polytechnicien, directeur à la SNCF et enseignant à l'École des Ponts.
- Édouard Lebas (1897-1975), homme politique[35].
- Édouard Depreux (1898-1981), avocat et ministre.
- Frédéric Joliot-Curie (1900-1958), physicien, prix Nobel de chimie.
- Victor-Lucien Tapié (1900-1974), historien.
- Robert Bresson (1901-1999), cinéaste.
- Pierre Bourgeois (1904-1976), industriel du disque phonographique.
- Karl-Jean Longuet (1904-1981), sculpteur français.
- Robert Vattier (1906-1982), comédien pagnolien
- Maurice Déribéré (1907-1997), ingénieur français spécialiste de la couleur.
- Arthur Adamov (1908-1970), écrivain et dramaturge.
- Maurice Rheims (1910-2003), commissaire-priseur et académicien.
- Maurice Allais (1911-2010), économiste, prix Nobel d’économie, a donné son nom à la salle de conférence du lycée.
- Pierre Hervé (1913-1993), député communiste du Finistère.
- Jean-Toussaint Desanti (1914-2002), philosophe, professeur à l’École normale supérieure et à la Sorbonne.
- Roger Rabiniaux (1914-1986), écrivain et préfet (sous son véritable nom, Roger Bellion).
- Pierre Courtade (1915-1963), journaliste et écrivain.
- Jacques Chaban-Delmas (1915-2000), homme politique.
- Claude Seignolle (1917-2018), archéologue, romancier, conteur, nouvelliste, éditeur.
- Hélène Viannay (1917-2006), résistante et cofondatrice du Centre nautique des Glénans.
- Paul Ibos (1919-2015), aviateur et résistant.
- André Chastagnol (1920-1996), historien.
- Georges Condominas (1921-2011), ethnologue.
- David Régnier (1925-1944), résistant et compagnon de la Libération.
- Jean-Jacques Pauvert (1926-2014), éditeur.
- Emmanuel Le Roy Ladurie (1929-), historien, professeur honoraire au Collège de France.
- Gérard Genette (1930-2018), théoricien de la littérature.
- Jean-Claude Carrière (1931-2021), scénariste.
- Dimitri Kitsikis (1935- ), historien, professeur émérite (Université d'Ottawa), Membre de l'Académie royale du Canada, président d'honneur de la Fondation publique «Dimitri Kitsikis».
- Jean-Marie Le Chevallier (1936-2020), homme politique.
- Joël Schmidt, (1937-), écrivain.
- Jacques Bouveresse (1940-2021), philosophe, professeur au Collège de France.
- Serge Koster (1940-2022), écrivain, critique. Dans son livre Je ne mourrai pas tout entier, un chapitre est consacré à José Lupin, professeur à Lakanal.
- Yves Mourousi (1942-1998), présentateur de journaux télévisés.
- Jacques Revel, (1942 -), historien, directeur d'études à l'EHESS.
- Hugues Lethierry (1943-), directeur de collection, essayiste.
- Nicolas Bouleau (1945-), mathématicien et essayiste.
- Guy Hocquenghem (1946-1988), écrivain et essayiste.
- Julien Clerc (1947-), chanteur.
- François George (1947-), écrivain.
- Rony Brauman (1950-), médecin.
- Laurent Collet-Billon (1950-), délégué général pour l’Armement.
- Gérard Leclerc (1951-2023), journaliste politique à France 2.
- Marie-Noëlle Lienemann (1951-), femme politique.
- Philippe Laguérie (1952-), prêtre catholique traditionaliste.
- Thierry Le Luron (1952-1986), humoriste.
- Renaud Van Ruymbeke (1952-2024), magistrat.
- Philippe Sénac (1952-), historien.
- Georges Bessonnet (1953-), organiste, chef de chœur et compositeur de musique classique.
- Gilles Candar (1954-), historien.
- Denis Peschanski (1954-), historien.
- Denis Lensel (1954-), journaliste et écrivain catholique.
- Frédéric Mathieu (1955), artiste peintre, enseignant à l'Académie Charpentier, musicien.
- Gilles Leroy (1958-), écrivain, Prix Goncourt en 2007.
- Anne Lauvergeon (1959-), dirigeante d'entreprises.
- Pierre Ouin (1960-), dessinateur de bande dessinée.
- Cédric Klapisch (1961-), réalisateur.
- Christophe Claro (1962-), écrivain.
- Jean-Marc Parisis (1962-), écrivain, Prix Roger-Nimier en 2007.
- Laurent Vachaud (1964-), scénariste.
- Carole Aciman (1964-2015), avocate.
- Emmanuel Bourdieu (1965-), auteur et réalisateur, fils de Pierre Bourdieu.
- Dieudonné (1966-), humoriste et acteur[36].
- Pap Ndiaye (1965-), ministre
- Marie NDiaye (1967-), écrivain, Prix Goncourt en 2009.
- Christophe Ferré (1963-), écrivain.
- Laurent Gounelle (1966-), écrivain.
- Muriel Barbery (1969-), écrivain, auteur de L’Élégance du hérisson.
- Jean-Luc Neveu (1970-), chef d'entreprise
- Laurent Chambon (1972-), sociologue et homme politique.
- Alexis Lacroix (1973-), germaniste, essayiste et journaliste.
- Oldelaf (Olivier Delafosse) (1975-), chanteur-humoriste.
- Guillaume Peltier (1976-), homme politique.
- Lê Nguyên Hoang (1987-), mathématicien.
- Mathieu Bastareaud (1988-), rugbyman du XV de France.
- Wesley Fofana (1988-), rugbyman du XV de France.
- Léo Barré (2002-), rugbyman du XV de France.

## Association des anciens élèves
L'Association des amis et anciens élèves du lycée Lakanal (AAAELLK) propose un annuaire des anciens ainsi qu'un annuaire d'hébergements pour les étudiants de classes préparatoires, et publie régulièrement une lettre d'information.

## Le lycée dans les médias

### Dans la chanson
- Le nom du lycée Lakanal est cité dans les paroles de la chanson Bourg-la-Reine[38], datant de 1970, du répertoire de l'ancien élève Paul-Alain Leclerc, dit Julien Clerc, et évoquant la jeunesse de ce chanteur (texte de Maurice Vallet et musique de Julien Clerc) :

« On s'est connu un lundi

Après-midi au parc de Sceaux

Dans l'allée tout au bord du Grand Canal

À deux pas de Lakanal »
— Julien Clerc, « Bourg-la-Reine », Des jours entiers à t'aimer, 1970.

### Dans la littérature
- Le lycée Lakanal a inspiré Le Lycée des artistes, roman de Jean-Marc Parisis publié en 1992 chez Grasset (prix de la Vocation).
- Christophe Donner y situe une partie de son roman Les Sentiments.

### Dans l'audio-visuel
- Le lycée Lakanal a inspiré la création du collège Kadic dans la série d’animation Code Lyoko[39] diffusée originellement entre 2003 et 2007.
- La cité scolaire apparaît à plusieurs reprises dans le film Oui, mais….
- En 2009, les classes préparatoires du lycée ont fait l’objet d’un documentaire pour le magazine télévisé Envoyé spécial (France 2)[40].